# Daniela Stanciu
Pour les articles homonymes, voir Stanciu.
Daniela Stanciu, née le 15 octobre 1987 est une athlète roumaine, spécialiste du saut en hauteur.

## Biographie
Elle participe aux championnats d'Europe 2014 à Zurich et se qualifie pour la finale où elle termine 8e avec 1,94 m, record personnel. Le 14 février 2015, elle porte son record personnel en salle à 1,94 m. Aux championnats d'Europe en salle de Prague, elle ne passe pas le stade des qualifications (1,82 m).
Elle est testée positive lors des Championnats de Roumanie en salle 2016 et est en conséquence suspendue 1 an et 8 mois, jusqu'au 20 octobre 2017.
Elle reprend la compétition le 21 janvier 2018 avec 1,85 m. Elle remporte la médaille de bronze des championnats des Balkans en salle d'Istanbul le 17 février avec 1,86 m, derrière Ana Šimić et Marija Vuković.
Le 6 février 2019, elle égale son record personnel en salle avec 1,94 m, puis remporte son premier titre majeur dix jours plus tard lors des championnats des Balkans en salle avec 1,92 m, devant Marija Vuković (1,92 m) et Ana Šimić (1,90 m).
Le 31 juillet 2019, elle remporte le titre national à Pitești et porte son record à 1,96 m, mesure lui permettant de se qualifier pour les championnats du monde 2019 et les Jeux olympiques de 2020.

## Palmarès
| Date | Compétition                       | Lieu         | Résultat | Marque |
| ---- | --------------------------------- | ------------ | -------- | ------ |
| 2011 | Championnats des Balkans          | Sliven       | 2e       | 1,81 m |
| 2013 | Championnats des Balkans en salle | Istanbul     | 2e       | 1,91 m |
| 2014 | Championnats des Balkans en salle | Istanbul     | 3e       | 1,87 m |
| 2014 | Championnats d'Europe par équipes | Tallinn      | 2e       | 1,84 m |
| 2014 | Championnats des Balkans          | Pitești      | 4e       | 1,83 m |
| 2014 | Championnats d'Europe             | Zurich       | 8e       | 1,94 m |
| 2015 | Championnats des Balkans          | Pitești      | 3e       | 1,85 m |
| 2018 | Championnats des Balkans en salle | Istanbul     | 3e       | 1,86 m |
| 2018 | Championnats des Balkans          | Stara Zagora | 4e       | 1,84 m |
| 2019 | Championnats des Balkans en salle | Istanbul     | 1re      | 1,92 m |
| 2019 | Championnats d'Europe en salle    | Glasgow      | 11e      | 1,87 m |
| 2019 | Jeux mondiaux militaires          | Wuhan        | 4e       | 1,84 m |
| 2021 | Championnats d'Europe en salle    | Toruń        | 5e       | 1,92 m |
| 2022 | Championnats du monde             | Eugene       | 10e      | 1,93 m |
| 2023 | Jeux européens                    | Chorzów      | 2e       | 1,94 m |

## Records
| Épreuve         | Épreuve   | Marque | Lieu             | Date                           |
| --------------- | --------- | ------ | ---------------- | ------------------------------ |
| Saut en hauteur | Plein air | 1,96 m | Pitesti Bucarest | 31 juillet 2019 3 juin 2023    |
| Saut en hauteur | En salle  | 1,94 m | Bucarest         | 14 février 2015 6 février 2019 |